# Валенте, Саверио
Саве́рио Вале́нте (итал. Saverio Valente; середина XVIII — начало XIX века) — неаполитанский композитор и музыкальный педагог.

## Биография
Родился в середине XVIII века. Окончил одну из неаполитанских консерваторий: по одним данным Санта-Мария-ди-Лорето, по другим — Пьета-дей-Туркини. Служил капельмейстером неаполитанской церкви Сан-Франческо-Саверио, написал для неё несколько музыкальных произведений религиозного характера. Одновременно с этим преподавал в консерватории Санта-Мария-ди-Лорето: с 1767 года в качестве третьего маэстро, с 1777 по 1806 годы — в качестве второго маэстро. В 1807 году стал преподавателем только что основанной Королевской музыкальной коллегии (предшественницы консерватории Сан-Пьетро-а-Майелла). В 1811 году был удостоен титула филармонического академика. Дата смерти неизвестна.

## Сочинения
Саверио Валенте является автором нескольких музыкальных сочинений, преимущественно религиозного характера:
- Improperi a 4 voci pel Venerdì Santo
- Messa a 4 voci e più stromenti
- Messa a 5 voci e più stromenti
- Tratti delle tre profezie del Sabato Santo
- Vespere del sabato santo a 4 voci col basso continuo
- Credo a 4 voci con organo
- Oratorio per il Santto Natale a più voci e più stromenti
- Esercizi di solfeggio a quattro voci